# Фрёландер, Ларс
Ларс Арне Фрёландер (швед. Lars Arne Frölander; 26 мая 1974, Буден, Швеция) — шведский пловец, олимпийский чемпион 2000 года, многократный чемпион мира, Европы и Швеции. Всего на Олимпийских играх, чемпионатах мира и Европы завоевал за карьеру более 50 наград. Свою первую награду на высшем уровне выиграл в 1992 году на Олимпиаде в Барселоне, последнюю — в 2010 году на чемпионате Европы в  Будапеште. Наиболее успешный отрезок в карьере Ларса пришёлся на конец 1990-х — начало 2000-х.
Представлял Швецию в плавании на летних Олимпийских играх 1992 года, а также на играх 1996, 2000, 2004, 2008 и 2012 годов.
В 2000 году после победы на Олимпийских играх в Сиднее был удостоен золотой медали Svenska Dagbladet, которая вручается лучшему спортсмену года в Швеции.

## Личные результаты
- 50 м вольным стилем: 22.65
- 100 м вольным стилем: 48.79
- 50 м баттерфляем: 23.56
- 100 м баттерфляем: 52.00[4]

## Личные достижения
- Королевская медаль Его Величества за заслуги перед шведским спортом (2024)[5]